# Stengöl
Stengöl är en ort i Rödeby socken i Karlskrona kommun i Blekinge län. SCB har för bebyggelsen i orten och delar av dess grannby Svensgöl avgränsat och namnsatt småorten Stengöl och del av Svensgöl.